# Abdullah Dawit
Abdullah Dawit Shami (16 april 1984) is een Ethiopische langeafstandsloper, die gespecialiseerd is in het lopen van wegwedstrijden. Hij is het meest bekend voor zijn overwinning bij de marathon van Hamburg.
In 2010 debuteerde hij op de marathon bij de marathon van Rome. Met een tijd van 2:12.36 finishte hij op een achtste plaats. In datzelfde jaar werd hij derde bij de marathon van Capri. Het jaar erop werd hij derde bij de marathon van Rome en tweede bij de Toronto Waterfront Marathon.
In 2012 liet hij tweemaal flink van zich spreken door 2:05.42 te lopen bij de marathon van Dubai en 2:05.58 te lopen bij de marathon van Hamburg. De eerste tijd is zijn persoonlijk record en de tweede tijd was zijn eerste overwinning.
Bij de marathon van Amsterdam finishte hij met 2:08.02 op een vierde plaats.

## Persoonlijke records
| Onderdeel      | Prestatie | Datum           | Plaats    |
| -------------- | --------- | --------------- | --------- |
| 15 km          | 43.05     | 19 juni 2011    | Olomouc   |
| halve marathon | 1:00.44   | 19 juni 2011    | Olomouc   |
| 25 km          | 1:14.13   | 20 oktober 2013 | Amsterdam |
| 30 km          | 1:29.08   | 7 oktober 2012  | Chicago   |
| marathon       | 2:05.42   | 27 januari 2012 | Dubai     |

## Palmares

### halve marathon
- 2011:  halve marathon van Olomouc - 1:00.44

### marathon
- 2010: 8e marathon van Rome - 2:12.36
- 2010:  marathon van Carpi - 2:09.50
- 2011:  marathon van Rome - 2:09.42
- 2011:  Toronto Waterfront Marathon - 2:09.51
- 2012: 7e marathon van Dubai - 2:05.42
- 2012:  marathon van Hamburg - 2:05.58
- 2012: 10e marathon van Chicago - 2:08.39
- 2013: 4e marathon van Amsterdam - 2:08.02
- 2014:  Toronto Waterfront Marathon - 2:08.41